# Піт де Фрейтас
Піт де Фрейтас (англ. Pete de Freitas; 2 серпня 1961, Порт-оф-Спейн, Тринідад і Тобаго — 14 червня 1989, Лонгдон-Грин, Стаффордшир) — британський музикант, музичний продюсер.
Барабанщик першого класичного складу британського гурту Echo & the Bunnymen жанрів постпанк та нео-психоделик. Грав у ньому з 1979 по 1989 рік і виконував функції барабанщика-перкусиста.
Крім загальної гри, на ударній установці, грав на таких музичних інструментах, як ксилофон, ручні барабани конга.
Разом із гуртом Піт записав п'ять студійних альбомів Echo & the Bunnymen.

## Біографія
Піт де Фрейтас народився 2 серпня 1961 року в місті Порт-оф-Спейн, республіка Тринідад і Тобаго. Здобув середню освіту в бенедиктській школі в Даунсайді, у місті Сомерсет, у південно-західній Англії. Його батько Деніс де Фрейтас був за професією захисником авторських прав.
Грати на барабанах почав у підлітковому віці. Його брат Френк де Фрейтас є басистом в гурті The Woodenstop. У гурт Echo & the Bunnymen Піт увійшов у жовтні 1979 року, замінивши драм-машину.
До того гурт не мав живого барабанщика і виступав як тріо. Своєю швидкою майстерністю гри на барабанах Піт вплинув на ранній стиль Echo & the Bunnymen.
У 1985 році де Фрейтас на деякий час покидає Echo & the Bunnymen та проживає в місті Новий Орлеан (штат Луїзіана, США), декілька місяців страждаючи від алкогольної залежності. Тим часом створює гурт під назвою The Sex Gods, де він грав на гітарі. До 1987 року де Фрейтас повертається до Echo & The Bunnymen на своє законне місце.
Записує з гуртом п'ятий студійний альбом під назвою Echo & the Bunnymen 1987 року останній для нього, у якому він брав участь.
Цього ж року Піт одружується. 1988 року в нього народжується донька — Люсі Марі де Фрейтас.

## Смерть
14 червня 1989 року Піт де Фрейтас загинув у мотоциклетній катастрофі у віці 27 років. Зіткнення з автомобілем відбулося о 16:00 в Лонгдон-Грин, Стаффордшир.
Мотоцикл, на якому їхав Піт, був марки Ducati 900сс А51. Піт прямував дорогою з Лондона до Ліверпуля.
Його попіл поховали в Горінг-на-Темзі. Його сестри по імені Роуз і Рішель є засновниками гурту The Heart Throbs.

## Дискографія
| Назва альбому                   | Рік  | Лейбл                                              | Формат | Статус     |
| ------------------------------- | ---- | -------------------------------------------------- | ------ | ---------- |
| Crocodiles                      | 1980 | Korova Records                                     | Lp     | UK: Gold   |
| Heaven Up Here                  | 1981 | Korova Records                                     | Lp     | —          |
| Porcupine                       | 1983 | Korova Records, Sire Records, Warner Bros. Records | Lp     | UK: Gold   |
| Ocean Rain                      | 1984 | Korova Records                                     | Lp     | UK: Gold   |
| Songs to Learn & Sing (Збірник) | 1985 | Korova Records, Sire Records, Warner Music Group   | LP     | UK: Gold   |
| Echo & the Bunnymen             | 1987 | Warner Music Group, Sire Records                   | Lp     | Uk: Silver |